# Fijngestreepte haakbladroller
De fijngestreepte haakbladroller (Ancylis apicella) is een vlinder uit de familie van de bladrollers (Tortricidae). De wetenschappelijke naam van de soort is, als Tortrix apicella, gepubliceerd in 1775 door Michael Denis en Ignaz Schiffermüller.

## Type
De typelocatie is Oostenrijk.

## Synoniemen
- Ancylis siculana ab. alpina Weber, 1936
  - typelocatie: Zwitserland
  - holotype: ZZSS
- Pyralis plumbana Fabricius, 1787
  - typelocatie: Europa
- Tortrix siculana Hübner, 1799
  - typelocatie: Europa

## Herkenning
De vlinder heeft een spanwijdte tussen de 12 en 17 millimeter. De soortaanduiding apicella verwijst naar de gehoekte apex van de voorvleugel. Meerdere soorten van dit geslacht hebben dit echter ook, waardoor het geen bruikbaar determinatiekenmerk is.

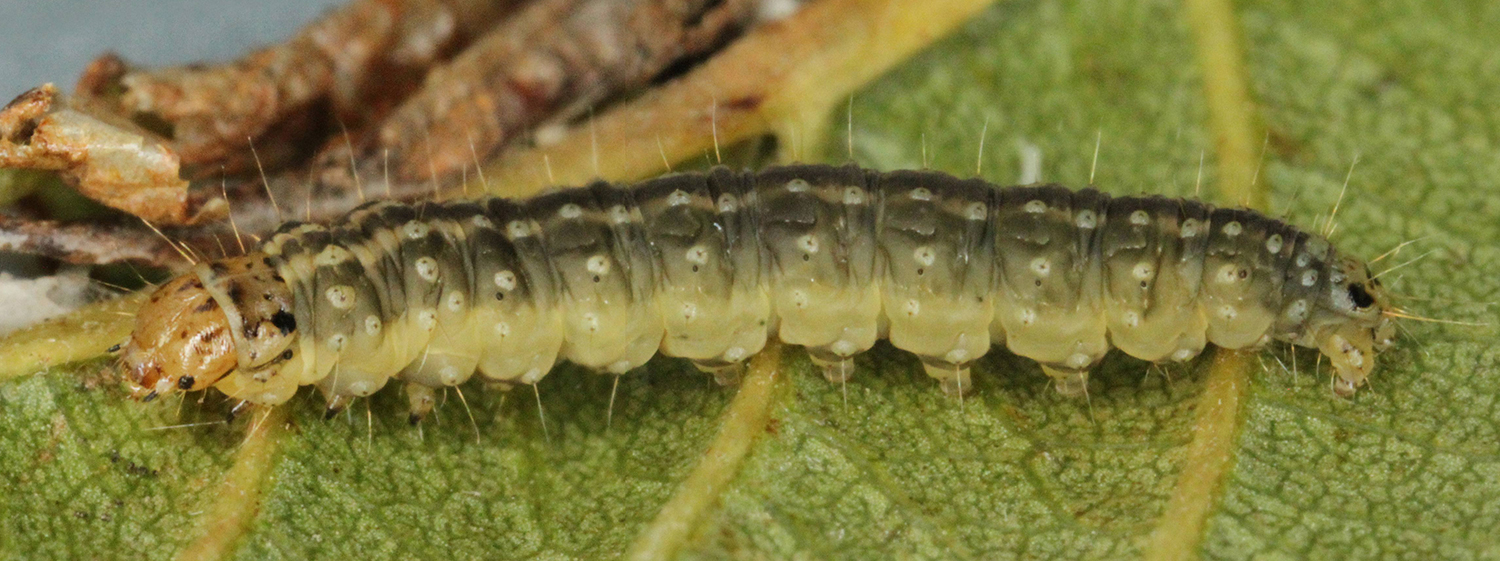
Rups

## Waardplanten
De fijngestreepte haakbladroller heeft als waardplanten sporkehout (Frangula alnus), wilde liguster (Ligustrum vulgare), sleedoorn (Prunus spinosa) en kornoeljesoorten (Cornus). De rupsen leven op deze planten in een kluwen samengesponnen en gevouwen bladeren.

## Verspreiding
De fijngestreepte haakbladroller komt verspreid over het Palearctisch gebied voor. In Nederland is de soort vrij algemeen, met het zwaartepunt in het oosten van het land en in België is de soort schaars, maar wordt in alle provincies aangetroffen. Het is vooral een soort van bossen, venen en drassige gebieden.